# Hästskotjärnen (Hotagens socken, Jämtland, 710333-143074)
Hästskotjärnen är en sjö i Krokoms kommun i Jämtland och ingår i Indalsälvens huvudavrinningsområde. Hästskotjärnen ligger i Gråberget-Hotagsfjällen Natura 2000-område.